# Hednesford
Hednesford är en stad och en civil parish i Storbritannien. Den ligger i grevskapet Staffordshire och riksdelen England, i den södra delen av landet, 180 km nordväst om huvudstaden London. Orten har 6 312 invånare. Samhället gränsar till naturområdet Cannock Chase i norr och staden Cannock i söder. Både under första och andra världskriget har det byggts upp stora träningsläger för armén i närheten av orten, bland annat för Royal Air Force.
Det lokala fotbollslaget heter Hednesford Town FC och vann 2004 cupen FA Trophy.